# نادية لعبيدي
نادية لعبيدي (من مواليد 18 يوليو 1954) هي مخرجة سينمائية وسياسية جزائرية. شغلت منصب وزيرة الثقافة من 5 مايو 2014 حتى مايو 2015.

## السنوات المبكرة والتعليم
ولدت لعبيدي في مدينة عين ماضي عام 1954. درست علم الإجتماع في جامعة الجزائر وحصلت على درجة الدكتوراه في التصوير السينمائي من جامعة سوربون عام 1987.

## السيرة المهنية
وقد عملت بمديرية الإنتاج «الكاييك»، واشتغلت كمساعدة مخرج مع أحمد لعلام، وفي العام 1994 أطلقت مؤسستها الخاصة «بروكوم أنترناسيونال» للإنتاج السمعي البصري، وهي المؤسسة التي أنتجت عددا من الأفلام الوثائقية والروائية، على غرار فيلم «عائشات» للمخرج سعيد ولد خليفة.
وتعتبر لعرابي عضو هام في مجلس المنتجين الأحرار المتوسطيين، «لايباد»، ببرشلونة، وأستاذة محاضرة ومؤطرة بمعهد علوم الإعلام والاتصال بالجزائر العاصمة.
ويصفها طلبتها بأنها: «أكثر من أستاذة.. إنها مدرسة!».
و ساهمت بشكل كبير في تأسيس المهرجان الدولي للفيلم العربي بوهران، الذي يضيف إلى عمره شمعة ثالثة في جويلية المقبل.